# Mezinárodní pakt o hospodářských, sociálních a kulturních právech
Mezinárodní pakt o hospodářských, sociálních a kulturních právech (International Covenant on Economic, Social and Cultural Rights) byl přijat Valným shromážděním OSN dne 16. prosince 1966 v New Yorku jako součást mezinárodní úmluvy o lidských právech. V platnost vstoupil v lednu roku 1976. Smluvní strany, které tento pak přijaly, se zavázaly usilovat o dodržování a rozvoj práv, které se v tomto paktu nacházejí. Dále smluvní strany přijaly odpovědnost za zlepšení životních podmínek pro lidi, které na jejich území žijí. S tímto dokumentem zároveň také vznikl Mezinárodní pakt o občanských a politických právech.
Pro Československou socialistickou republiku pakt vstoupil v platnost dne 23. března 1976 a v plném znění byl zveřejněn ve sbírce zákonů pod č. 120/1976 Sb. Zveřejněním se stal pakt obecně závazným a všem dostupným.
Celkový počet smluvních stran, které tento pakt přijaly, je nyní 164 a 70 signatářů.

## Struktura a obsah
Na začátku dokumentu je preambule, která shrnuje důvody vytvoření této smlouvy. Celý pakt je tvořen 5 částmi a 31 články.
První část se věnuje právu národů, které se mohou svobodně rozhodovat o svém hospodářském, sociálním a kulturním vývoji.
Další část se zaobírá rovnými právy jako například: náboženskými, rasovými, kulturními, politickými, sociálními, majetkovými, rodovými a sexuálními.
Část třetí se zabývá právem na práci a vším okolo, co s ní souvisí. Tedy právem na mzdu a bezpečnými podmínky při ní. Dále se například zabývá časem na odpočinek, duševním zdravím a rozvojem osobnosti. V této části se také píše o právu na vzdělání a o podílení se na kulturní sféře života.
Čtvrtá část pojednává o implementaci této smlouvy.
Celý pakt je zakončen pátou částí upravující podpis smlouvy, uložení ratifikačních listin a další obecné zálažitosti.

## Konkrétní práva obsažená v paktu

### Čl. 1
- Právo na sebeurčení, svoboda volného disponování se svým přírodním bohatstvím

### Čl. 2
- Využití svých zdrojů samostatně

- Mezinárodní součinnost a spolupráce

- Práva pro všechny bez rozlišení rasy, barvy, pohlaví, jazyka, náboženství, politického nebo jiného smýšlení, národnostního a sociálního původu, majetku rodu a nebo jiného postavení

### Čl. 3
- Rovná práva mužů a žen

### Čl. 6
- Právo na práci a vydělávání si na živobytí svojí prací

### Čl. 7
- Spravedlivé a uspokojivé pracovní podmínky (odměna; bezpečné a zdravotně nezávadné pracovní podmínky; stejná příležitost pro všechny dosáhnout povýšení na odpovídající vyšší stupeň; odpočinek, zotavení, vymezení pracovních hodin, pravidelná placená dovolená)

### Čl. 8
- Právo zakládání odborových organizací a vstupování do odborových organizací podle vlastního výběru

- Vytváření mezinárodních odborových organizací

- Svobodná činnost odborových organizací

- Právo na stávku, pokud je v souladu se zákony příslušné země

### Čl. 9
- Právo na sociální zabezpečení, které má v sobě zahrnuto sociální pojištění

### Čl. 10
- Nejvyšší ochrana a pomoc poskytnuta rodině

- Zvláštní ochrana pro matky

- Ochrana a pomoc všem dětem a mládeži

### Čl. 11
- Právo každého jedince na přiměřenou životní úroveň pro něho i jeho rodinu

### Čl. 12
- Právo na dosažení nejvýše dosažitelné úrovně fyzického i duševního zdraví

### Čl. 13
- Právo všech lidí na vzdělání

### Čl. 15
- Právo účasti na kulturním životě, užívání plodů vědeckého pokroku a použití ochrany morálních a materiálních zájmů
- Právo na ochranu výsledků tvůrčí činnosti autora.

- Právo na zachování, rozvoj a šíření vědy a kultury[7]

## Dodržování smlouvy
Kontrola nad dodržováním tohoto paktu je nyní svěřena Výboru pro hospodářská, sociální a kulturní práva, který je vytvořen z 18 expertů. Tento výbor předkládá vyhotovené zprávy o dodržování paktu Hospodářské a sociální radě.
V minulosti měl kontrolu nad dodržováním paktu na starosti mezinárodní orgán.
V roce 2008 byl Valným shromážděním OSN přijat opční protokol, který Výboru umožňuje přímo komunikovat s jednotlivci a skupinami ve státech, které se k protokolu připojí - tedy projednávat jejich stížnosti.